# ときめきメモリアルメモリーカード事件
ときめきメモリアルメモリーカード事件（ときめきメモリアルメモリーカードじけん）とは、テレビゲーム用ソフト『ときめきメモリアル』の改変セーブデータを格納したメモリーカードの販売をめぐって訴訟となった事件。
裁判において、ゲームソフトが同一性保持権に該当するか否かが争点となった。

## 経緯
1996年に、コナミ（後のコナミグループ）が自社の恋愛シミュレーションゲーム『ときめきメモリアル』のチートによる改変セーブデータを格納したメモリーカード「X-TERMINATOR PS版 第2号 ときメモスペシャル」を販売したスペックコンピュータ（現、ゲームテック）に対して、訴訟を起こした事件である。
『ときめきメモリアル』は、プレイヤーが高校の3年間をすごす主人公を操作し、卒業式の当日に意中の女生徒から愛の告白を受けられることを目指し能力を高めていくというシミュレーションゲームである。問題となったメモリカードでは、本来低い値から始まるべき主人公のパラメーターがゲーム開始当初から最高値であったり、卒業間近の場面から始められるデータが記録されていた。『ときめきメモリアル』は特にメインヒロインの藤崎詩織からの告白にたどり着くのは決して容易ではなく、コナミ側も開始当初からある程度高いパラメーター値で始められる裏技を用意していたほどであった。
なお、デイテル（日本国内では販売代理店だったカラット（現、サイバーガジェット））が販売した、同様の（『ときめきメモリアル』ではない）改造済みセーブデータが複数タイトル分入ったメモリーカード（裏ワザデータ郎）が販売されていた事があるが、こちらでは訴訟は起こっていない。

## 争点
この裁判においては、ゲームソフトが「映画の著作物」に該当するか否かが争点となった。
訴えられたスペックコンピュータは以下のように反論した。
- 単なるデータの提供であって、著作物本体（CD-ROM内のデータ）を改変していない。
- このメモリカードを使ってもプログラムは暴走や停止することなく正常に機能できるので許容範囲内のデータであり同一性保持権の侵害には当たらない。
- ゲームはプレイヤーの入力によってストーリーが変化し、ストーリーが固定されていないので「映画の著作物」に当たらない。
- 仮に侵害していたとしても、その主体はプレイヤーである。

## 判決
1997年11月27日、大阪地方裁判所での第一審では、ゲームを「映画の著作物」に準ずるものと判断した他はスペックコンピュータの主張をほぼ認めてコナミ側の請求を棄却する判決を言い渡した。コナミはこれを不服として控訴した。
1999年4月27日、大阪高等裁判所での第二審では、ゲームを「映画の著作物」と判断し、改変セーブデータの提供はゲームソフトに対して製作者の意図した範囲外の動作を引き起こすためストーリーの改変に当たる、として同一性保持権の侵害を認め、さらに意図して侵害行為に主体的に加担しプレイヤーを介して侵害行為を行ったとして、コナミ側の請求のうち114万6000円の損害賠償を認めた。
2001年2月13日、最高裁判所は上告を棄却し、コナミ側の勝訴が確定した。